# SeaFrance
SeaFrance — ныне не существующая французская компания — оператор грузо-пассажирской паромной линии между Кале (Франция) и Дувром (Великобритания) через пролив Ла-Манш.
Компания ликвидирована в 2012 году.
Паромы и линия перешли компании My Ferry Link.
100 % компании принадлежало государственной железнодорожной компании SNCF.

## История банкротства
Начиная с октября 2008 года ежемесячные потери компании составляли примерно €3 млн. Основной причиной для этого явилось резкое сокращение объемов грузовых перевозок.
В начале 2009 года SeaFrance предложила план реструктуризации, предполагавший, в частности, продажу компании французским паромным операторам LD Lines или Brittany Ferries. Однако акционеры отвергли это предложение..
Несмотря на разногласия с акционерами, компания приступила к реструктуризации и уволила 725 сотрудников.
Начиная с ноября 2011 года четыре парома компании прекратили свою работу.
Компания была ликвидирована 9 января 2012 года.
Персонал SeaFrance до ликвидации насчитывал 880 человек.

## После банкротства
Два судна «Berlioz» и «Rodin», принадлежавшие ранее SeaFrance, были куплены компанией Eurotunnel и сданы во фрахт компании My Ferry Link.
My Ferry Link наняло на работу 400 человек, в основном бывших работников SeaFrance.